# Cărpiniș (gmina Roșia Montană)
Cărpiniș – wieś w Rumunii, w okręgu Alba, w gminie Roșia Montană. W 2011 roku liczyła 390 mieszkańców.